# Popis monarhija

## Danas
Carstvo
- Japan (Akihito)

Kraljevstva 34
- Antigva i Barbuda * (Karlo III.)
- Australija * (Karlo III.)
- Bahami * (Karlo III.)
- Bahrein (Hamad bin Isa al-Kalifa)
- Barbados * (Karlo III.)
- Belgija (Albert II. od Belgije)
- Belize * (Karlo III.)
- Butan (Jigme Khesar Namgyal Wangchuck)
- Danska (Fridrik X.)
- Esvatini (Mswati III.)
- Grenada * (Karlo III.)
- Jamajka * (Karlo III.)
- Jordan (Abdullah II.)
- Kambodža (Norodom Sihamoni)
- Kanada * (Karlo III.)
- Lesoto (Letsie III.)
- Malezija (Sultan Mizan Zainal Abidin)
- Maroko (Muhamed VI.)
- Novi Zeland * (Karlo III.)
- Nizozemska (Willem-Alexander)
- Norveška (Harald V.)
- Papua Nova Gvineja * (Karlo III.)
- Sveti Kristofor i Nevis * (Karlo III.)
- Sveta Lucija * (Karlo III.)
- Sveti Vincent i Grenadini * (Karlo III.)
- Solomonski Otoci * (Karlo III.)
- Saudijska Arabija (Abdullah bin Abdulaziz al-Saud)
- Švedska (Carl XVI. Gustaf)
- Španjolska (Filip VI.)
- Tajland (Bhumibol Adulyadej)
- Tonga (Tupou VI.)
- Tuvalu * (Karlo III.)
- Velika Britanija * (Karlo III.)

Veliko vojvodstvo
- Luksemburg (Henri Luksemburški)

Kneževine 3
- Andora (francuski suprinc i biskupski suprinc)
- Lihtenštajn (Ivan Adam II.)
- Monako (Albert II. od Monaka)

Sultanati 2
- Oman (Qaboos bin Said Al Said)
- Brunej (Hassanal Bolkiah)

Emirati 9
- Katar (Hamad bin Kalifa Al-Tani
- Kuvajt (Sabah Al-Ahmad Al-Džabir Al-Sabah)
- Sedam državica udruženih u Ujedinjene Arapske Emirate (Kalifa bin Zayed al-Nahayan)

suverena Papinska država
- Vatikan (Lav XIV.)

Države označene sa * su monarhije u kojima je engleski kralj državni poglavar (države članice Britanske Zajednice Naroda – Commonwealth)
- Ukupno: 42 od 195 država
- Monarha: 28

- Ustavnih: 37
- Apsolutnih: 5 (Saudijska Arabija, Brunej, Butan, Kuvajt, Vatikan)

- Nasljednih: 40
- Izbornih: 3 (Malezija, Vatikan, Kambodža)